# زوبوواتس
زوبوواتس (به صربی: Zubovac) یک منطقهٔ مسکونی در صربستان است که در کروشواتس واقع شده‌است. زوبوواتس ۲۱۴ نفر جمعیت دارد.